# Yo amo a Paquita Gallego
Yo amo a Paquita Gallego es una telenovela colombiana producida por RTI Televisión y coproducida por Cenpro TV desde finales de 1997 hasta mediados de 1999.
Estuvo protagonizada por Cristina Umaña y Andrés Juan, con la participación antagónica de Victoria Góngora como la villana principal de la telenovela. Además, contó con la actuación estelar de la primera actriz Margalida Castro.
La historia fue retransmitida por Caracol Televisión en 2000 como parte del contrato entre este canal y RTI. La telenovela ha sido vendida a varios países de América Latina, Asia y Europa del Este. Esta producción fue una gran apuesta para RTI, al presentar a dos actores relativamente nuevos (ambos artistas habían tenido sólo un papel secundario cada uno en producciones anteriores) y bastante jóvenes en los roles principales. 
La telenovela tomó el espacio de las 8 de la noche en la Cadena Uno, remplazando a Dos mujeres. La producción y emisión de la telenovela fue singular en ese preciso momento, ya que ninguna programadora tenía asegurado en un cien por ciento la emisión de sus contenidos por más de unos meses por la convocatoria de los canales públicos para una nueva parrilla a partir del 1 de enero de 1998. Mientras que el resto de programadoras como Caracol y RCN se apresuraron a terminar sus contenidos (telenovelas y series) antes de terminar el año en el momento en que se convertían en canales privados, R.T.I. decidió lanzar la telenovela. Desde enero de 1998 la historia se emitió en el Canal A, al igual que todos los demás programas que R.T.I. tenía entonces al aire, convirtiéndose en un arrollador éxito.
Yo amo a Paquita Gallego es sin duda una obra singular dentro del catálogo de Julio Jiménez, a diferencia de sus otras producciones. En primer lugar, la historia no se centra en un cerrado grupo familiar (a diferencia de La abuela, Las aguas mansas, En cuerpo ajeno, Luzbel está de visita o Los cuervos), cuenta una relación romántica perfectamente definida y rosa desde el principio (sólo La viuda de Blanco comparte esta característica, sin embargo a medida que la historia avanza, paulatinamente va tocando los temas favoritos de Jiménez: suspenso, comedia y emoción) y principalmente, la novela fue de las primeras en la década de los 90 en retratar el tema de la Violencia contra la mujer, el cual aún era un tema tabú en la televisión colombiana.
La telenovela se divide en 5 partes, cada una con su propio villano secundario y/o situación peligrosa para Paquita (Cristina Umaña), Andrés (Andrés Juan) y hasta para la antagonista principal de la trama: Rina Marcela (Victoria Góngora).

## Argumento

### Prólogo
En 1969, Javier Hidalgo (Luis Mesa) y Soledad Gallego (Marcela Carvajal) eran una pareja feliz en un pequeño pueblo llamado Malvinilla. Javier, un muchacho de clase alta, decide enfrentarse a todo y a todos con el fin de estar con Soledad, quien vive sola con su excéntrica tía Isabel "Chavela" Vargas (Margalida Castro), una mujer que se gana la vida leyendo las cartas del tarot. Sin embargo, justo después que Soledad y Javier se comprometen, Soledad es víctima de una violación múltiple por parte de tres hombres y queda embarazada. Este hecho rompe el encanto de su relación con Javier, Soledad decide no volver a salir jamás con él, víctima de la vergüenza y la depresión, culpando de todas sus desgracias al bebé que espera. En 1970 Soledad da a luz una niña a la que llaman Paquita. Poco tiempo después, Javier, despechado, se casa con Margarita Bedoya, una joven de su misma clase social, con la intención de olvidar a Soledad, pensando que ella lo había engañado con otros hombres, sin saber que el embarazo de Soledad no fue fruto de un engaño sino de una violación. La hija de Soledad, Paquita se rehúsa a llorar desde el momento de su nacimiento, por lo que Chavela pronostica un futuro oscuro para ella, ya que "si no es capaz de llorar, no será capaz de ser feliz jamás".
Un año después en 1971, Javier y su esposa tienen a su único hijo: Andrés. Andrés y Paquita, desde niños, sienten una fuerte afinidad entre ellos, a pesar del esfuerzo de la madre y la abuela de Andrés, así como el padre de Rina Marcela, para separarlos. 
En 1978, Paquita en ese momento de unos 8 años, comienza a sufrir de una afección en la piel que es tratada por el doctor Raimundo Rugeles, quien muestra interés en Soledad a pesar de que ella lo rechaza de inmediato. Paquita es expulsada del colegio por culpa de su afección y por culpa de los padres de Andrés, Rina Marcela y otras "respetables" damas del pueblo de Malvinilla. Sin embargo Andrés continúa frecuentando a Paquita Gallego, empezando una relación muy inocente. Un día, Paquita indagando por la identidad de su padre, visita separadamente a los tres hombres que violaron a Soledad; el carnicero, el tendero y el papelero; pero ninguno responde y mueren esa noche en un accidente de tránsito.
En 1989, cuando Andrés (Andrés Juan) termina sus estudios y cumple la mayoría de edad, regresa al pueblo donde encuentra a Paquita (Cristina Umaña) e inicia una relación más adulta con ella. Andrés expresa su amor de una manera nada sutil escribiendo por todo el pueblo "YO AMO A PAQUITA GALLEGO". Paquita se compromete en todo sentido con Andrés, contando con el apoyo incondicional de Javier, quien poco antes se había enterado de la violación de Soledad y confirmándose así mismo que aún la ama, al punto de escribir un grafiti similar a los que hacía Andrés. Sin embargo, un viaje planeado por la madre y abuelos de Andrés lo separa de Paquita. De regreso a Colombia, los padres y los abuelos de Andrés mueren en un accidente aéreo en los Estados Unidos, y se anuncia que Andrés viajaba con ellos. Soledad, al enterarse de que Javier murió, se hunde en una profunda depresión que termina con su vida. Poco después, Chavela, la tía de Soledad y única compañía de Paquita, también muere, dejándola completamente sola y desamparada. Paquita, al perder a todos los seres que amaba, pierde el deseo de vivir; pero su instinto de supervivencia la rescata de su postración en la forma de su tía Chavela, con lo que Paquita sacrifica parte de su lucidez mental para no sentirse sola y sobrevivir. 
La tía Chavela saca a Paquita de su postración, la convence de maquillarse, vestirse y salir a la calle luego de meses de aislamiento. Paquita busca al único amigo de la familia, el doctor Raimundo Rugeles.

### Primera etapa
Paquita busca al doctor Rugeles para pedirle ayuda en forma de trabajo. Él no lo permite y, en su lugar, decide proponerle matrimonio, lo cual enfurece a su ama de llaves de toda la vida. Por consejo de su tía Chavela, Paquita acepta la propuesta de Raimundo Rugeles y se casa justo el día en que Andrés Hidalgo regresa a buscarla. Rina Marcela (Victoria Góngora) se aprovecha de la decepción de Andrés y se acuesta con él. El padre de Rina Marcela lo obliga a casarse con ella, a lo cual acepta porque no le queda otra salida después de perder a Paquita y a su familia pese a que el doctor Rugeles le había ofrecido romper su matrimonio con Paquita en favor de ella y Andrés a lo que Paquita se opone. Paquita se muda a la capital con su anciano esposo (unos 50 años mayor que ella) y pronto se da cuenta de que las cosas no van a ser fáciles para ella. Raimundo es un fanático religioso y la obliga a vestirse de una manera ridículamente anticuada y asistir a aburridas reuniones con la comunidad de la iglesia. Andrés decide buscar a Paquita, logrando conseguir su dirección. Rina Marcela encuentra la dirección y, creyendo que Andrés quiere comprar esa casa para vivir con ella, decide ir a verla. Al llegar a la casa es informada que no está en venta, pero la del frente sí lo está.  Rina Marcela obliga a Andrés a comprar la casa, solo para darse cuenta después que Paquita vive justo frente a ella. Los nervios de Rina Marcela estallan e intenta suicidarse. Raimundo Rugeles no se cansa de insultar a Paquita por la presencia de Andrés en frente de su casa y los celos lo devoran, por lo que empieza a mentir a todo el mundo diciendo que Paquita está embarazada de él y, para apoyar su mentira, decide emprender un viaje al extranjero para adoptar un niño. Paquita se resigna a que con la adopción y el viaje perderá a Andrés para siempre y, por consejo de su tía Chavela, decide consumar su matrimonio de una vez por todas con el anciano. Pero éste no soporta ver a Paquita desnuda y muere de un ataque al corazón. Paquita se deshace de todo lo que le recuerda a su esposo y decide comenzar una nueva vida.

### Segunda etapa
Justo después de la muerte del doctor Rugeles, Paquita se encuentra con alguien de su pueblo natal John Jairo (Luis Fernando Salas), quien se convierte en su mejor amigo. Paquita cambia su estilo de vestir y modifica su casa completamente, borrando así todo lo que tuvo que ver con su antiguo esposo, decide aprender a manejar y se independiza totalmente. Paquita le confía su casa a John Jairo mientras ella hace un viaje luego de descubrir que ha recibido una enorme herencia. En su viaje conoce al modelo Alejandro Olmos, quien desde el primer momento siente una afinidad por Paquita, volviéndose grandes amigos durante su hospedaje en el hotel. Paquita inicialmente se resiste a los avances de Alejandro, pero una vez se da cuenta de que Andrés ha decidido quedarse con su esposa quien está al borde de una crisis nerviosa, decide intentarlo de nuevo y se casa con Alejandro. En la noche de bodas, Alejandro es secuestrado por un grupo de fanáticas enloquecidas que lo asaltan sexualmente, este hecho no permite que el matrimonio se consume, ya que Alejandro se sume en su narcisismo profundo considerándose como un dios, justo después de la luna de miel fallida, Alejandro decide copar su agenda con películas, seriados de televisión y con la carrera de cantante, Paquita se convierte prácticamente en su asistente y asesora ya que Alejandro no tiene talento alguno, solo el esfuerzo de Paquita logra hacer que el brille, Alejandro se aprovecha de esto y fuerza a Paquita hasta el cansancio, por lo que sufre una crisis de desnutrición, aunque luego la ira de Alejandro también se cierne sobre Paquita después de que John Jairo decidido a seguir los pasos de aquel lo reemplaza en varios comerciales como modelo. Mientras que en la casa de los Hidalgo las cosas iban de mal en peor, ya que María Emma Hidalgo, la tía de Andrés, llega de Boston y se aloja en su casa, causándole un sinnúmero de disgustos a Rina Marcela y su madre más aún luego de que María Emma formase una estrecha amistad con Paquita y de saberse que años atrás tuvo el mismo vínculo con la fallecida Chavela aunque Paquita al leerle las cartas le pronostica un futuro trágico luego de haber visitado a Andrés y de su regreso a Boston pero decide no decírselo ni a Andrés. Tras el estreno de una película protagonizada por él, Alejandro invita a Andrés a una fiesta de disfraces donde estando también invitada Paquita pero Paquita observa como Alejandro le es infiel con su compañera Betina por lo que Andrés aun enamorado se hace pasar por Alejandro teniendo relaciones pero Paquita al enterarse de la verdad comienza a despreciar a Andrés quien arrepentido comenta su situación a María Emma a través de cartas una de las cuales llega a manos de Rina Marcela quien antes hundida en el alcohol decide vengarse contando los hechos a un programa de chismes y Alejandro al ser comentado en dicho programa confronta a Rina Marcela quien le muestra la carta y al día siguiente Alejandro acompañado de tres guardaespaldas confronta y golpea a Andrés y posteriormente decide divorciarse de Paquita aunque luego usar a Betina como esposa solo a la farándula. Alejandro no se sale con la suya; muere en un accidente de paracaidismo durante la grabación de un comercial de televisión.

### Tercera etapa
La tercera etapa inicia con Paquita haciéndose cargo de ella misma, aunque poco antes de la muerte de Alejandro empieza a leer un libro que Andrés también empieza a leer. Rina Marcela desesperada porque parece que los obstáculos que la separan de Andrés se diluyen cada vez más, hace lo posible para evitar que el muchacho incluso mire a su vecina del frente. Paquita y Andrés se vuelven fanáticos de "Santiago Osorno" el escritor de las novelas de misterio que tanto leen, ambos van a una firma de autógrafos y se dan cuenta de que "Santiago Osorno" es el seudónimo de una escritora inválida llamada Tatiana Martín. Tatiana, días después de la muerte de Alejandro, le extiende a ambos una invitación a su casa luego de haberlos conocido y se manifiesta sorprendida por su amor. Con el fin de alejarse temporalmente de Andrés y Rina Marcela, Paquita viaja a la casa de campo de Tatiana Martín que queda bastante retirada de la ciudad. Andrés intenta convencer a John Jairo de decirle donde se encuentra Paquita a lo que John Jairo se niega, y sigue a éste alquilando la casa de campo conjunta. Una vez Paquita llega a la casa se encuentra que hay algo extraño con un sótano que permanece cerrado y de donde el hijo de la mucama, Nicolás dice que es la casa de "La Boa". Andrés llega a la casa de los Martín donde logra también ganarse su amistad y trata de retomar su amor hacia Paquita quien por el momento le rechaza hasta no aclarar su situación con Rina Marcela. Por su parte John Jairo también lee la última novela de Tatiana pero lo que está escrito lo hace sospechar e investigar un crimen similar que había sucedido años atrás y recurriendo al inspector de policía encargado del caso quien tras conocer a Tatiana desestima las sospechas de John Jairo. La presencia de Andrés cerca a Paquita hace que John Jairo delate el paradero de Andrés a Rina Marcela quien junto con su madre sigue a Andrés hasta la casa de campo que ha alquilado. Las cosas se complican aún más cuando el hermano de Tatiana, Kennet llega a la casa y se muestra interesado en Paquita aunque disimulando esa atracción, pero Andrés no está dispuesto a perderla por tercera vez ante otro hombre, Kennet es sin duda más fuerte y atractivo que Andrés, sin embargo para darle pelea decide separarse de Rina Marcela quien aparenta querer separarse teniendo una relación con Hugo Torres; un joven ejecutivo que se obsesiona con ella, pero Rina Marcela revela que su relación con Hugo no era más que un intento de darle celos a Andrés, mientras que Paquita se da cuenta de que sí hay alguien que sale del sótano en la noche y viste de negro y quien ha acechado a Paquita (siendo confundido antes con Andrés que también la había acechado de manera similar) y posteriormente a Rina Marcela quien también aparentaba querer el divorcio. El acechador que se acercaba a la casa de los Martín hacia Paquita resulta ser John Jairo decidido a investigar por su cuenta a los Martín y sacar a Paquita lo que la obliga a volver a su casa y hacerle confesar a John Jairo sus sospechas a los Martín pero en principio no le cree y lo echa de su casa y su vida, aunque Paquita al día siguiente se arrepiente al ver los documentos de los asesinatos correlacionados con la novela Paquita conoce al Inspector Acosta, el investigador de la policía que había conocido John Jairo que le pide que investigue todo lo que pueda antes de marcharse. Paquita investiga que Santiago Osorno además de haber sido el esposo de Tatiana, era un hombre con trastornos mentales que había abusado de Sefira, la empleada del sanatorio y posteriormente de Tatiana. Las investigaciones del inspector Acosta llegan al punto en decirle a Paquita que Kennet, el hermano de Tatiana, había fallecido años atrás que había afirmado no creerle a John Jairo para mantenerle alejado de la investigación. Paquita decide ayudarlo primero mostrando interés hacia Kennet quien siendo sorprendido por Tatiana con Paquita en una situación comprometedora. Sefira quien era la más interesada en que Paquita abandone la casa de los Martín le da las llaves del sótano que ha sido clausurado desde años atrás y donde Paquita sospecha de un secreto oculto ahí. Ella entra al sótano donde descubre que el marido muerto de Tatiana se encuentra allí y que ella le rinde tributo, sabe que ella lo asesinó porque amaba a otra mujer, una diseñadora de modas llamada Alejandra Nichols quien fue asesinada por Kennet cuando ella había quedado de entrevistarse con Acosta. También que hay alguien más que utiliza esas habitaciones. Paquita apenas logra salir del sótano aterrorizada y la sombra la persigue y ella pierde la conciencia, luego se descubre que Kennet en realidad se llama Dimitri Moncada, un asesino psicótico que Tatiana había conocido en el sanatorio donde había estado recluido Santiago Osorno antes de su muerte, y es además amante de Tatiana, que ella no está inválida (siendo la persona que sale vestida de negro del sótano y quien había atacado a Rina Marcela) y que él es el protagonista de todas sus novelas de misterio. Sin embargo Paquita se encuentra en una situación precaria ya la mantienen dopada con medicamentos que toma Kennet para su locura, Tatiana planea casarla con Kennet y así luego de matarla conseguir todos sus bienes además de convertirla en la víctima de su próxima novela. Pero Andrés (quien había estallado en ira por el compromiso entre Paquita y 'Kennet' pero luego enterado de la situación) y el inspector Acosta logran llegar a tiempo, en la confusión Tatiana y Kennet mueren suicidándose en el sótano con una sobredosis de medicamentos psiquiátricos pero dejan herida a Rina Marcela en un ojo dejándola casi al borde de la muerte. Paquita se recupera y descubre que Nicolás es hijo de Santiago Osorno y por tanto su único heredero. Los cadáveres de las personas que Kennet había asesinado fueron encontrados en un lago cercano junto al cadáver de Santiago Osorno.

### Cuarta etapa
En la cuarta etapa conocemos que Paquita como hija de la figura de una maldición manifestada en 5 peligros de los cuales ella ya ha enfrentado y destruido 3, pero los dos últimos parecen ser los más peligrosos. Justo después de regresar de casa de los Martín. Paquita conoce al sobrino del detective Acosta; Esteban (Lino Martone) quien por casualidad es compañero de John Jairo en un club de estríperes y un ex-drogadicto, inicialmente Esteban después de la repentina muerte de su tío, se cierne sobre Paquita como un gigoló siniestro enmascarado como amigo de ella luego de que Paquita lo ayudase en su tratamiento contra las drogas y a retomar su empleo además de reconciliarse definitivamente con John Jairo y conociendo a Albeiro Zuluaga 'El Chiqui', otro muchacho proveniente de Malvinilla y quien trabaja como mesero. Andrés lleno de culpa por la situación precaria de Rina Marcela (ha perdido el ojo izquierdo) no puede hacer mucho ante los avances de Esteban. Pero inexplicablemente Andrés olvida su sentimiento de culpa y Paquita se olvida de resistencia inicial a ser la causa del rompimiento del matrimonio de Andrés y consuman una vez más su relación. Esteban se desilusiona mucho cuando Paquita rechaza sus avances románticos y cae en una depresión de la cual se repone luego y se convierte en un muy buen amigo de Paquita. Esteban conoce a una mujer en el club en donde trabaja que está enamorada de él; Helena Mijares, hija del poderoso empresario Francisco José Mijares. Después se da cuenta de que está enferma y al borde de la muerte y con el tiempo se casa con ella. Paquita queda embarazada, lo que ocasiona que Andrés se separe definitivamente de Rina Marcela. Paquita se casa con Andrés y tienen una niña y viven felices por tres años. Paquita no ha vuelto a ver a su tía Chavela, pero esta vez se ha dado cuenta de que hay dos peligros aun latentes y ya que ella los ha retrasado estos van a ir en contra de ella con toda su furia como le avisa su tía en un intento de leer las cartas de nuevo. Rina Marcela decide visitar a Paquita y Andrés, cuando Paquita la ve cae por las escaleras sufriendo un golpe serio en su cabeza. Eventualmente esto hace que Paquita pierda toda su lucidez y desaparece el día en que Helena Mijares es sepultada dos días después de su repentino fallecimiento y durante el sepelio observa los fantasmas de su madre Soledad, su tía Chavela, el doctor Rugeles, Alejandro Olmos y Tatiana y Kennet Martín.

### Quinta etapa
La desaparición de Paquita lleva a Andrés a la desesperación quien busca a Paquita sin éxito en Malvinilla y otros lugares cercanos, sin embargo Esteban logra localizarla pero justo cuando está por decirle a Andrés lo que sucede, pierde la vida en un accidente en un intento de evadir al chófer de Mijares, enemistado con él (Esteban) y aliado con los corruptos socios de Mijares (caído por un derrame cerebral) quienes buscaban adueñarse de la empresa eliminando también a Esteban. John Jairo decide volver a su pueblo Malvinilla, ahora en control de un joven déspota y tirano: Aníbal Cevero, un ganadero adinerado y gigoló deseado por varias mujeres del pueblo y quien días atrás había provocado la muerte de Mileidy Bedoya, una de esas muchachas. Luego se descubre que Paquita terminó en Malvinilla completamente con amnesia consecuencia del golpe en la cabeza. Ramón, el padre de Rina Marcela y su hija la encuentran en el cementerio del pueblo frente a la tumba de su madre y su tía, y la esconden en un manicomio donde queda en un estado de postración con vagos recuerdos de su vida (por lo que Andrés en principio no la encuentra), sin embargo Aníbal Cevero realizando obras de caridad reconoce a Paquita en el manicomio luego de tener en sus manos un recorte de diario de Andrés buscándola, la rapta y termina en la hacienda de Aníbal, quien se obsesiona con ella, Aníbal es el nuevo señor de Malvinilla y es una asesino consumado, con el que el padre de Rina Marcela tiene tratos (estando Ramón en bancarrota) aunque Aníbal lo chantajea con revelar a las autoridades y a Andrés lo que le hicieron a Paquita si Rina Marcela y su padre no revelen su autoría en el asesinato de Mileidy lo que acepta a regañadientes Ramón, él trata de casar vanamente a su hija con Aníbal, pero ellos comparten otro deseo: que Paquita (ahora llamada Adela) se case con él; la hermana de Aníbal, Martha Catalina Cevero, se obsesiona con John Jairo quien la rechaza y Aníbal lo obliga a comprometerse con ella, apoyado por las presiones de su mamá, Gedibunda Viuda de Cevero (Inés Prieto Saravia). Mientras tanto Rina Marcela ignora que Aníbal planea casarse con Adela (Paquita) y llevársela para siempre pero Rina Marcela aprovecha tal situación para ganarse la confianza y el cariño de Andrés y su hija haciéndoles creer que Paquita estaba muerta aunque para colmo de males Andrés se entera de que su tía María Emma, su única pariente viva había fallecido en un accidente tal y como Paquita se lo había predicho en las cartas tiempo atrás. Paquita recupera sus actividades normales pero no recuerda quien es y se convierte en la novia de Aníbal contra su voluntad, finalmente cuando Rina Marcela está por terminar definitivamente con Paquita porque Andrés llega a Mavinilla buscándola por consejo de 'Chiqui' y de Mijares quien había recobrado prácticamente su salud y que además recordaba las revelaciones de Esteban antes de morir. Rina Marcela le revela la verdad a Aníbal quien para ese entonces está completamente obsesionado con "la muchacha" y la encierra en el galpón junto a su fiel mucama Jobita Salazar (curiosamente vieja conocida de Chavela) para evitar que escape o que alguien la vea, mientras él intenta conquistarla; Aníbal no puede tolerar el continuo rechazo de Paquita y la golpea para aprovecharse de ella al punto de esclavizarla con las labores de la finca. Aníbal celebra el compromiso de su hermana Martha Catalina con John Jairo y para ello guarda pólvora cerca a la habitación de Paquita, pero Rina Marcela los encierra y cuando Andrés acompañado de la policía los confronta y Rina Marcela accidentalmente le prende fuego a la pólvora tratando de alejar a Andrés de Aníbal, pero ella se enreda en el fuego y muere calcinada. Justo cuando Andrés y John Jairo encuentran el sitio donde se encuentra Paquita se enteran de que ella se encontraba en el incendio. Milagrosamente Paquita ha sobrevivido, y se revela que una de las empleadas de la casa es el tercer cadáver del incendio, (Aníbal y Rina Marcela son los otros dos), dicha empleada le había revelado a Paquita su verdadera identidad al encontrar el recorte de periódico en poder de Aníbal. Andrés creyendo triste y desesperado de haber perdido a su amor toma varias latas de pintura escribiendo en las paredes del pueblo Yo amo a Paquita Gallego. Paquita finalmente ve a su hija en una ventana de la casa de John Jairo (contigua a su otrora casa) luego de horas vagando por el bosque y deambulando por el pueblo acompañada de su tía Chavela comenzando a recordar su vida y finalmente llora por primera vez en su vida. Paquita tiene un tumor cerebral como consecuencia del golpe y necesita ser operada de inmediato, Paquita recibe la cirugía y finalmente en su última sesión con su tía Chavela esta le revela que su maldición ha terminado y que puede ser feliz con Andrés y su hija.

## Elenco
- Cristina Umaña — Paquita Gallego / Adela
- Andrés Juan — Andrés Hidalgo Bedoya
- Victoria Góngora — Rina Marcela Noriega de Hidalgo
- Marcela Carvajal — Soledad Gallego
- Luis Mesa — Javier Hidalgo
- Margarita Durán — Margarita Bedoya de Hidalgo
- Fernando Corredor — Sr. Hidalgo (abuelo de Andrés)
- Isabel Campos — Carolina de Hidalgo (abuela de Andrés)
- Olga Lucía Lozano — Victoria de Noriega "Doña Vicky"
- Germán Rojas — Ramón Noriega
- Luis Fernando Salas — John Jairo Zapata
- Alejandro Tamayo - Pacho "Pachito" Acevedo
- Jaime Barbini — Raimundo Rugeles
- Rosa Virginia Bonilla — Etelvina
- Daniel Ochoa — Alejandro Olmos
- Carolina Lizarazo — Bettina Lucetti
- Daniel Ariza — Gustavito de la Pava 'Pavito'
- Alejandro Leon — Braulio Bigas
- Luz Stella Luengas — Tatiana Martín / Santiago Osorno
- Juan Pablo Shuk — Dimitri Moncada / 'Kennet Martín'
- Fabiola Posada — Séfira Forero
- Juvenal Camacho — Nicolás Forero/Osorno
- Lino Martone — Esteban Quintana
- Gregorio Pernía — Aníbal Cevero
- Enrique Rodríguez — Héctor
- María Emilia Kamper — Luciana
- Mara Echeverry — Claudia
- Stella Rivero — María Emma Hidalgo
- Amparo Moreno — Berenice
- Diego Cadavid — Muchacho
- Alberto Cardeño — Ángel Cuervo
- Florina Lemaitre — Alejandra Nichols
- Víctor Rodríguez — Mensajero
- Gustavo Corredor — Francisco José Mijares
- María Luisa Rey — Helena Mijares
- Pedro Roda — Alfredo Bedoya
- Miguel Alfonso Murillo — Raúl Acosta
- Víctor Cifuentes — Muñoz
- Fernando Reyes — Sobandero
- Iván Rodríguez — Abogado Díaz
- Lucero Galindo — Doña Lola
- Diego Camacho — Don Goyo
- Lorena Tobar — Fedora
- Clemencia Guillén — Dora
- Luz Mary Arias — Marina Bedoya
- Juancho Cardona — Faustino 'Tino' Zapata (hermano de John Jairo)
- Richard Martínez — Albeiro Zuluaga 'El Chiqui'
- Inés Oviedo — María Paola Álvarez
- July Pedraza — Belén
- Julio del Mar — Comisario
- Inés Prieto — Jedibunda Paniagua Vda. de Severo
- Lina Angarita
- Mario Sastre
- Cecilia Ricardo
- Rocco Ferrari - Duque
- Luz Angela Leiva - Marquesa

### Actuaciones Especiales
- Margalida Castro — Isabel "Chabela" Vargas (tía de Paquita)
- Carla Giraldo — Paquita Gallego (niña)
- Jorge Soto — Andrés Hidalgo (niño)
- Juliana Murcia — Paquita Hidalgo Gallego (hija de Paquita y Andrés)

## Premios y nominaciones

### Premios TVyNovelas
| Año  | Categoría                   | Nominado(a)                                  | Resultado |
| ---- | --------------------------- | -------------------------------------------- | --------- |
| 1999 | Telenovela favorita         | Telenovela favorita                          | Nominada  |
| 1999 | Actor protagónico favorito  | Andrés Juan                                  | Nominado  |
| 1999 | Actriz protagónica favorita | Cristina Umaña                               | Nominada  |
| 1999 | Actriz del año favorita     | Cristina Umaña                               | Ganadora  |
| 1999 | Villana favorita            | Victoria Góngora                             | Nominada  |
| 1999 | Actriz revelación favorito  | Carolina Lizarazo                            | Ganadora  |
| 1999 | Actriz de reparto favorita  | Margalida Castro                             | Ganadora  |
| 1999 | Director favorito           | Aurelio Valcárcel Carroll, Juan Pablo Posada | Nominados |
| 1999 | Libretista favorito         | Julio Jiménez                                | Nominado  |
| 1999 | Tema musical favorito       | «Yo amo a Paquita Gallego»                   | Nominado  |

## Adaptaciones
- En el año 2011, Telemundo produjo la telenovela Mi corazón insiste en Lola Volcán, protagonizada por Carmen Villalobos y Jencarlos Canela.

### Videos
- Yo amo a Paquita Gallego - Capítulos Completos
- Yo amo a Paquita Gallego - Capítulo 1
- Cómo se compuso el tema musical de Yo amo a Paquita Gallego (Presentado en El siguiente programa)